# Marek Kiisa
Marek Kiisa (ur. 16 listopada 1968) – estoński kierowca wyścigowy, prezes Estońskiej Federacji Sportów Motocyklowych.

## Życiorys
Jest synem motocyklistów wyścigowych – Endela i Virve. Karierę rozpoczynał w kartingu. W 1989 roku zadebiutował w mistrzostwach ZSRR, uczestnicząc Estonią 21.10 w Formule Easter. Kiisa wystartował wówczas w rundzie na torze w Biķerniekach, gdzie zajął osiemnaste miejsce. Kierowca wygrał natomiast niewliczany do mistrzostw wyścig o mistrzostwo Moskwy. Latem Kiisa został wcielony do programu luksemburskiej firmy Dorna, która planowała promować radzieckich kierowców. Dorna preferowała wystawienie Kiisy we Włoskiej Formule 3 wspólnie z Ottem Vanaselją. Jednakże DOSAAF wyraził sprzeciw, proponując Wiktora Kozankowa, i Kiisa we Włoszech nie wystartował.
W 1990 roku Kiisa zmienił pojazd na Estteka 884 i rywalizował w bałtyckiej oraz fińskiej Formule 4. W mistrzostwach Finlandii kierowca zajął ósme miejsce, raz stając na podium, natomiast w edycji bałtyckiej Kiisa został sklasyfikowany na trzecim miejscu. Zajął ponadto drugie miejsce w wyścigu o trofeum Tallinn-SAB na torze Biķernieki. Następnie przerwał karierę wyścigową i ukończył studia na Królewskim Instytucie Technicznym w Sztokholmie. Później pracował w firmie konsultingowej oraz w firmie inwestycyjnej Nordic Ninja. W 2008 roku powrócił do ścigania, uczestnicząc w Austriackiej Formule Renault 2.0. W debiutanckim sezonie był sklasyfikowany na siódmym miejscu, w roku 2009 zajął jedenaste miejsce w klasyfikacji, a w 2010 – szesnaste. 
W 2020 roku został prezesem Estońskiej Federacji Sportów Motocyklowych.

## Wyniki
| Legenda oznaczeń w tabelach wyników Wyświetl szablon na nowej stronie | Legenda oznaczeń w tabelach wyników Wyświetl szablon na nowej stronie                                                                     |
| Oznaczenie                                                            | Wyjaśnienie |
| --------------------------------------------------------------------- | --- |
| Złoty                                                                 | Zwycięzca lub mistrzostwo |
| Srebrny                                                               | 2. miejsce lub wicemistrzostwo |
| Brązowy                                                               | 3. miejsce lub II wicemistrzostwo |
| Zielony                                                               | Ukończył, punktował (w klasyfikacji generalnej, gdy zdobył co najmniej jeden punkt na przestrzeni sezonu, poza trzema powyższymi opcjami) |
| Niebieski                                                             | Ukończył, nie punktował (w klasyfikacji generalnej, gdy nie zdobył co najmniej jednego punktu na przestrzeni sezonu)                      |
| Czerwony                                                              | Nie zakwalifikował się (NZ) |
| Czerwony                                                              | Nie prekwalifikował się (NPK) |
| Różowy                                                                | Nie ukończył (NU) |
| Różowy                                                                | Niesklasyfikowany (NS) (w klasyfikacji generalnej, gdy nie został sklasyfikowany w żadnym wyścigu sezonu)                                 |
| Czarny                                                                | Zdyskwalifikowany (DK) |
| Czarny                                                                | Wykluczony (WYK/EX) |
| Biały                                                                 | Nie wystartował (NW) |
| Biały                                                                 | Kontuzjowany (K/INJ) |
| Biały                                                                 | Wyścig odwołany (OD/C) |
| Bez koloru                                                            | Został wycofany (WYC/WD) |
| Bez koloru                                                            | Nie przybył (NP/DNA) |
| Bez koloru                                                            | Nie brał udziału w treningach (NT/DNP) |
| Bez koloru                                                            | Nie został zgłoszony (–) |
| Pogrubienie                                                           | Start z pole position |
| Kursywa                                                               | Najszybsze okrążenie wyścigu |
| †                                                                     | Nie ukończył, ale jego rezultat został zaliczony ze względu na przejechanie więcej niż 90% dystansu wyścigu.                              |
| *                                                                     | Sezon w trakcie |
| 1/2/3                                                                 | Punktowana pozycja w sprincie kwalifikacyjnym                                                                                             |
| Lista systemów punktacji Formuły 1                                    | |

### Sowiecka Formuła Easter
| Rok  | Zespół         | Samochód      | Silnik | Wyniki w poszczególnych eliminacjach | Wyniki w poszczególnych eliminacjach | Wyniki w poszczególnych eliminacjach | Pkt. | Msc. |
| ---- | -------------- | ------------- | ------ | ------------------------------------ | ------------------------------------ | ------------------------------------ | ---- | ---- |
| 1989 |                |               |        |                                      |                                      |                                      | 27   | 26   |
| 1989 | DOSAAF Tallinn | Estonia 21.10 | Łada   | -                                    | 18                                   | -                                    | 27   | 26   |

### Austriacka Formuła Renault 2.0
| Rok  | Zespół               | Samochód      | Silnik  | Wyniki w poszczególnych eliminacjach | Wyniki w poszczególnych eliminacjach | Wyniki w poszczególnych eliminacjach | Wyniki w poszczególnych eliminacjach | Wyniki w poszczególnych eliminacjach | Wyniki w poszczególnych eliminacjach | Wyniki w poszczególnych eliminacjach | Wyniki w poszczególnych eliminacjach | Wyniki w poszczególnych eliminacjach | Wyniki w poszczególnych eliminacjach | Wyniki w poszczególnych eliminacjach | Wyniki w poszczególnych eliminacjach | Wyniki w poszczególnych eliminacjach | Wyniki w poszczególnych eliminacjach | Pkt. | Msc. |
| ---- | -------------------- | ------------- | ------- | ------------------------------------ | ------------------------------------ | ------------------------------------ | ------------------------------------ | ------------------------------------ | ------------------------------------ | ------------------------------------ | ------------------------------------ | ------------------------------------ | ------------------------------------ | ------------------------------------ | ------------------------------------ | ------------------------------------ | ------------------------------------ | ---- | ---- |
| 2008 |                      |               |         | Czechy                               | Czechy                               | Niemcy                               | Niemcy                               | Niemcy                               | Niemcy                               | Czechy                               | Czechy                               | Austria                              | Austria                              | Niemcy                               | Niemcy                               |                                      |                                      | 26   | 7    |
| 2008 | Team Scuderia Nordic | Tatuus FR2000 | Renault | -                                    | -                                    | -                                    | -                                    | 1                                    | 3                                    | -                                    | -                                    | -                                    | -                                    | 4                                    | 4                                    |                                      |                                      | 26   | 7    |
| 2009 |                      |               |         | Niemcy                               | Niemcy                               | Niemcy                               | Niemcy                               | Niemcy                               | Niemcy                               | Węgry                                | Węgry                                | Austria                              | Austria                              |                                      |                                      |                                      |                                      | 8    | 11   |
| 2009 | Team Scuderia Nordic | Tatuus FR2000 | Renault | -                                    | -                                    | -                                    | -                                    | 5                                    | 5                                    | -                                    | -                                    | -                                    | -                                    |                                      |                                      |                                      |                                      | 8    | 11   |
| 2010 |                      |               |         | Niemcy                               | Niemcy                               | Czechy                               | Czechy                               | Niemcy                               | Niemcy                               | Niemcy                               | Niemcy                               | Francja                              | Francja                              | Austria                              | Austria                              | Niemcy                               | Niemcy                               | 17   | 16   |
| 2010 | Team Scuderia Nordic | Tatuus FR2000 | Renault | 9                                    | 8                                    | -                                    | -                                    | -                                    | -                                    | 3                                    | NU                                   | -                                    | -                                    | -                                    | -                                    | -                                    | -                                    | 17   | 16   |